# 美保飛行場

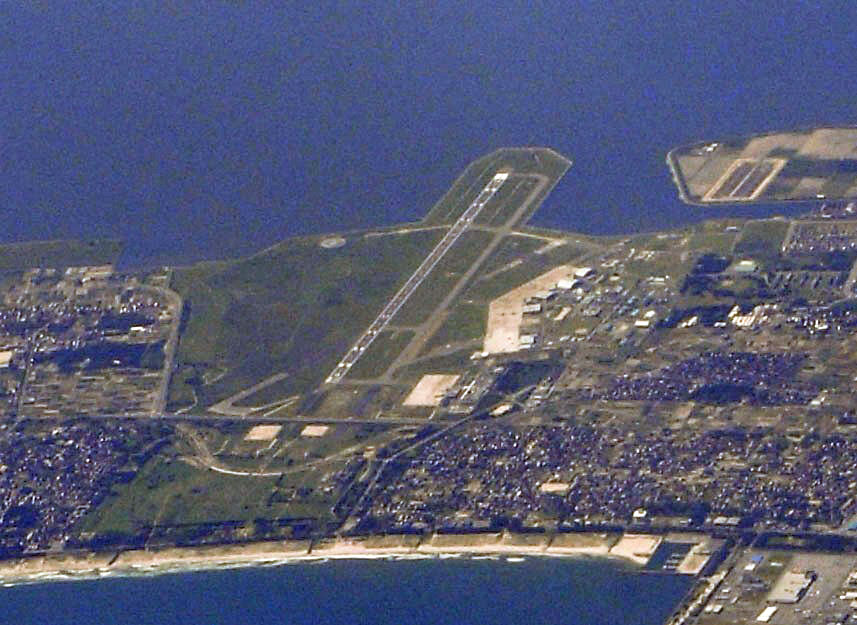
上空俯瞰(2007年9月19日)　日本海上空から中海方向

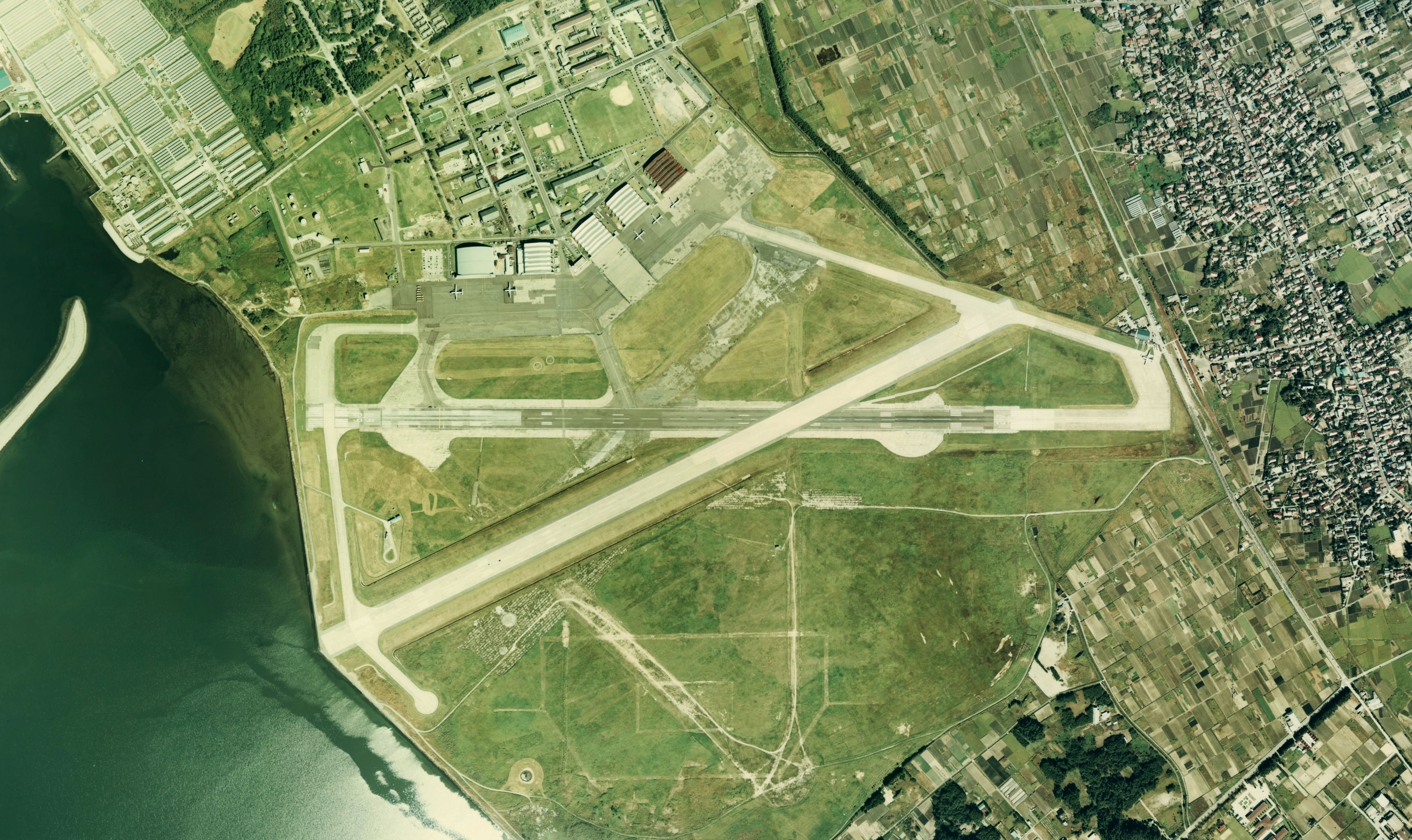
空中写真(1976年9月25日)　滑走路延長前

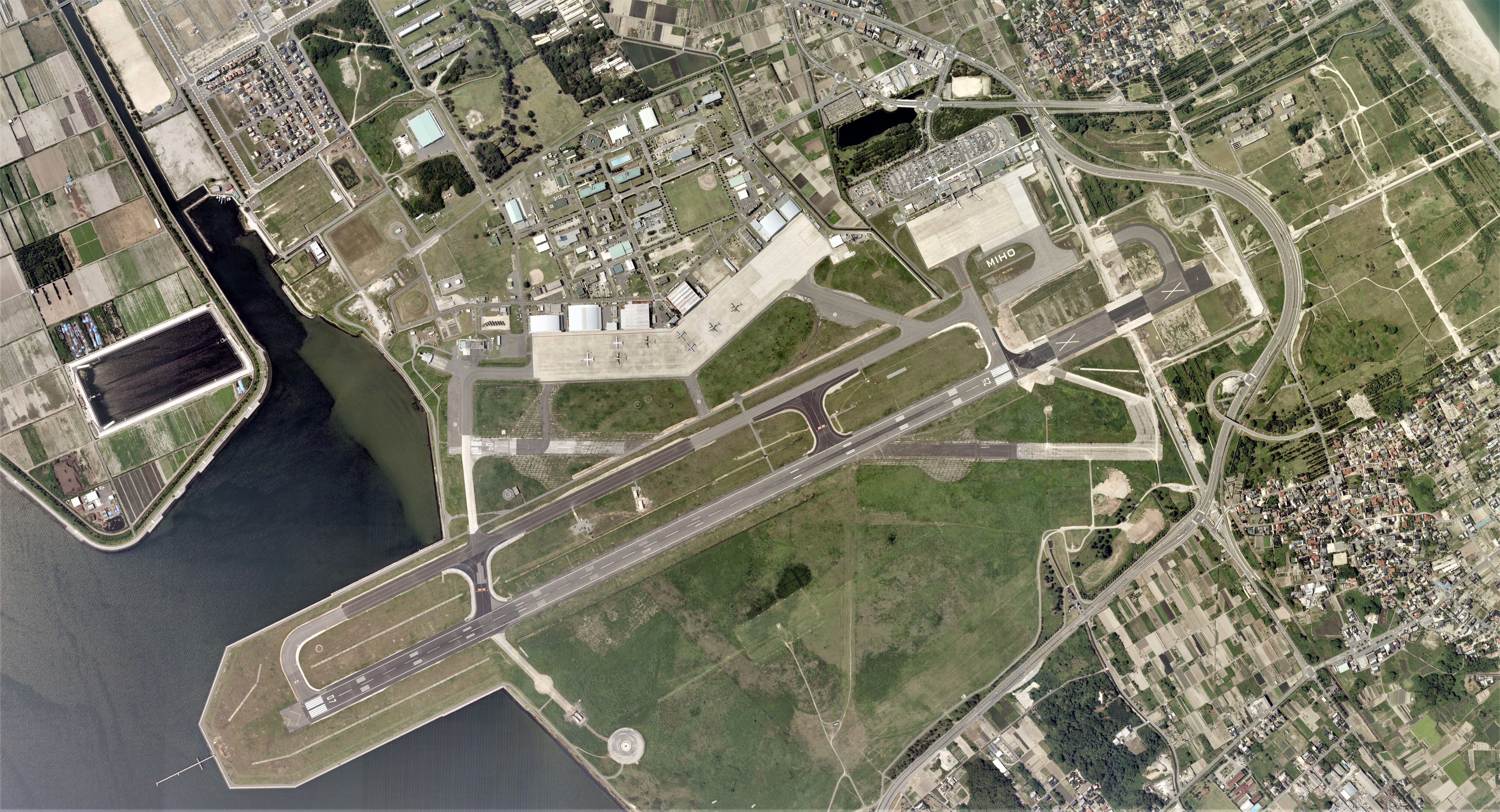
空中写真(2009年6月26日)　滑走路2000mへ延長後（2500m延長工事中）

美保飛行場（みほひこうじょう）は、鳥取県境港市（敷地の一部は米子市）にある飛行場（空港）である。
防衛省が管理しており、航空自衛隊美保基地（みほきち、JASDF Miho Airbase）の滑走路を民間航空機が利用する共用飛行場である。通称は米子空港（よなごくうこう Yonago Airport）、愛称を米子鬼太郎空港（よなごきたろうくうこう Yonago Kitaro Airport）としている。

## 概要
美保飛行場（米子空港）は米子市中心部から約11km（バスで30分）の弓ヶ浜半島中心部に位置する。風光明媚な観光地に恵まれた環境にあり、鳥取県西部・島根県東部の空運を担うのみならず、山陰観光の空の玄関口としての役割も果たしてきた。
滑走路長は2,500mで、一部は中海に突き出すような形で配置されている。着陸帯の幅は300mであり、計器着陸に対応している。
滑走路に面して北側に航空自衛隊の専用エプロンやハンガーなどの施設が立ち並び、滑走路の管理や航空管制などは航空自衛隊が行なっている。そのため、山陰の飛行場において唯一航空管制が行われている。
また、航空自衛隊エプロンの一角や東側の空港エプロン周辺に国土交通省関連の複数の施設が置かれ、2011年には第八管区海上保安本部美保航空基地と称される海上保安庁の航空機を格納する施設や事務所が東側エプロンに増設された。
空港ターミナルビルは航空自衛隊美保基地の東側にあり、国内線・国際線で区画を分けて使用している。ボーディングブリッジは3基を有する。ターミナルビルに接するエプロンには大型ジェット機用2バース、中型ジェット機用1バース、小型ジェット機用1バース、プロペラ機用1バースがある。
2001年度からの再延長事業は、滑走路東側の県道47号線、JR境線、市道を500m迂回させる大規模なもので、境線には最寄り駅として米子空港駅が設けられた。
供用開始は2008年度目標だったが、境線の付け替え方法が地下化から迂回へ紆余曲折した関係で、1年ほど延びた。

## 統計

### 利用者数
元のウィキデータクエリを参照してください.

年間利用客数は、国内572,122人、国際52,142人（2016年度）。

### 利用状況

#### 旅客数
以下に定期便とチャーター便を合計した乗降客数を示す。マウスポインタを棒グラフに合わせると、該当年度の数値がポップアップする。
- 国内線
- 国際線

## 沿革
- 1939年（昭和14年）3月 - 舞鶴鎮守府美保海軍航空基地の建設を開始。
- 1943年（昭和18年）10月1日 - 美保海軍航空隊として開設。
- 1945年（昭和20年）11月12日 - 連合軍接収（イギリス連邦占領軍、その後アメリカ占領軍）
- 1954年（昭和29年）11月 - 極東航空により、米子～大阪線就航[7]。
- 1955年（昭和30年）6月12日 - 航空自衛隊立川基地（現：陸上自衛隊立川駐屯地）から「臨時美保派遣隊」が移駐。C-46型輸送機を配備。
- 1956年（昭和31年）2月 - 旧米子空港ターミナル施設完成。
- 1958年（昭和33年）
  - 5月 - 大阪（伊丹）への定期便就航。
  - 9月15日 - アメリカ軍より日本政府に返還。
  - 10月1日 - 航空自衛隊「美保基地」となる。「臨時美保派遣隊」を「輸送航空団」に改称、隷下にC-46型輸送機を配備する「輸送航空隊」を編成。
- 1961年（昭和36年）7月15日 - 航空自衛隊「輸送航空団（現：航空支援集団）」隷下に、「教育飛行隊」を編成。
- 1964年（昭和39年）10月1日 - 全日本空輸による東京（羽田）への定期便就航[8]。
- 1968年（昭和43年）10月1日 - 航空自衛隊「輸送航空隊」を「第401飛行隊」と改称。
- 1969年（昭和44年）
  - 6月 - 運輸省告示第167号により航空自衛隊と民間の公共用飛行場に指定。
  - 12月15日 - 航空自衛隊美保基地にYS-11型輸送機を配備。
- 1973年（昭和48年）3月 - 新滑走路1,500m×45m(07/25)供用開始。旧滑走路1,200m×45m(09/27)閉鎖。
- 1977年（昭和52年）2月15日 - 航空自衛隊美保基地配備のC-46型輸送機が退役。
- 1978年（昭和53年）
  - 2月10日 - 第八管区海上保安本部美保航空基地(Air Station)を開設[9]。23日付でベル 212型回転翼機×1（MH527）を配属[9]。
  - 3月31日 - 航空自衛隊「第401飛行隊」が小牧基地へ移動。「第3輸送航空隊」を新編、「教育飛行隊」を「第403飛行隊」と改称。
- 1979年（昭和54年）3月3日 - 航空自衛隊美保基地にC-1型輸送機を配備。
- 1980年（昭和55年）10月 - 現米子空港ビル完成。
- 1984年（昭和59年）12月 - 東亜国内航空（後の日本エアシステム）により、福岡線就航[10]。
- 1988年（昭和63年）1月 - YS-11型機がオーバーランする事故が発生[11]。
- 1991年（平成3年）4月23日 - 中日本エアラインサービス（後のエアーセントラル）による名古屋（小牧、2005年2月から中部）への定期便就航。（2011年1月4日まで）
- 1992年（平成4年）5月25日 - 外国航空会社の乗り入れ解禁第1便が大韓民国から到着[12]。
- 1994年（平成6年）2月16日 - 航空自衛隊美保基地にT-400型練習機を配備。飛行開発実験団が運用試験を開始。
- 1995年（平成7年）6月1日 - 航空自衛隊美保基地に輸送機等のパイロット養成を目的にした、T-400型練習機を装備する「第41教育飛行隊」編成。
- 1996年（平成8年）
  - 3月28日 - 滑走路を2,000mに延長、米子空港ターミナルビル増改築完工。
  - 4月 - エアーニッポンによる新千歳空港便が就航（週3便運航、1999年8月まで）
  - 2月 - 第八管区海上保安本部美保航空基地にベル 412型回転翼機を配備。
- 1999年（平成11年）2月 - 第八管区海上保安本部美保航空基地にビーチクラフト B350型固定翼機を配備。
- 2000年（平成12年）5月 - ターミナルレーダーの運用開始。
- 2001年（平成13年）4月 - アシアナ航空による韓国・ソウル（仁川）への定期便就航。
- 2007年（平成19年） - 日米地位協定第2条第4項（b）の適用施設・区域（一時共同使用）として在日米軍に提供される（施設・区域名: 美保飛行場、Miho Air Base, FAC 4168）[13]。
- 2009年（平成21年）
  - 2月 - 第八管区海上保安本部美保航空基地にAgustaWestland AW139型回転翼機を配備。
  - 12月17日 - 滑走路を2,500mに延長、供用開始[14]。
- 2010年（平成22年）4月 - 愛称を「米子鬼太郎空港」とする[2]。命名式は4月26日。
- 2011年（平成23年）3月 - 第八管区海上保安本部美保航空基地にボンバルディア DHC8-Q315-MSA型固定翼機を配備。
- 2013年（平成25年）12月20日 - スカイマークの中国地方初路線として、成田、神戸、神戸経由茨城便が就航[15][16]。
- 2014年（平成26年）10月1日 - スカイマークの羽田、成田、新千歳便が休止。
- 2015年（平成27年）9月1日 - スカイマークの神戸、那覇便が休止、空港内カウンターも撤収[17][18]。
- 2016年（平成28年）
  - 9月14日 - 香港航空による香港（赤鱲角）への定期便就航[19]。
  - 10月23日 - 韓国・ソウル（仁川）への定期便運航がエアソウルに移管。
- 2017年（平成29年）3月27日 - 航空自衛隊美保基地にC-2型輸送機を配備。
- 2018年（平成30年）3月27日 - 陸上自衛隊美保分屯地が米子駐屯地の分屯地として開庁。中部方面航空隊中部方面ヘリコプター隊第3飛行隊、中部方面管制気象隊第4派遣隊等を配置。
- 2019年（令和元年） - 米子空港ターミナルビル増改築工事完了。
- 2020年（令和2年）1月11日 - 吉祥航空による中国・上海（浦東）への定期便就航
- 2021年（令和3年）10月29日 - 航空自衛隊の第41教育飛行隊（T-400）が浜松基地に移動[20][21][22]。同日、航空自衛隊初のKC-46A空中給油・輸送機が美保基地に到着[23]。

## 施設

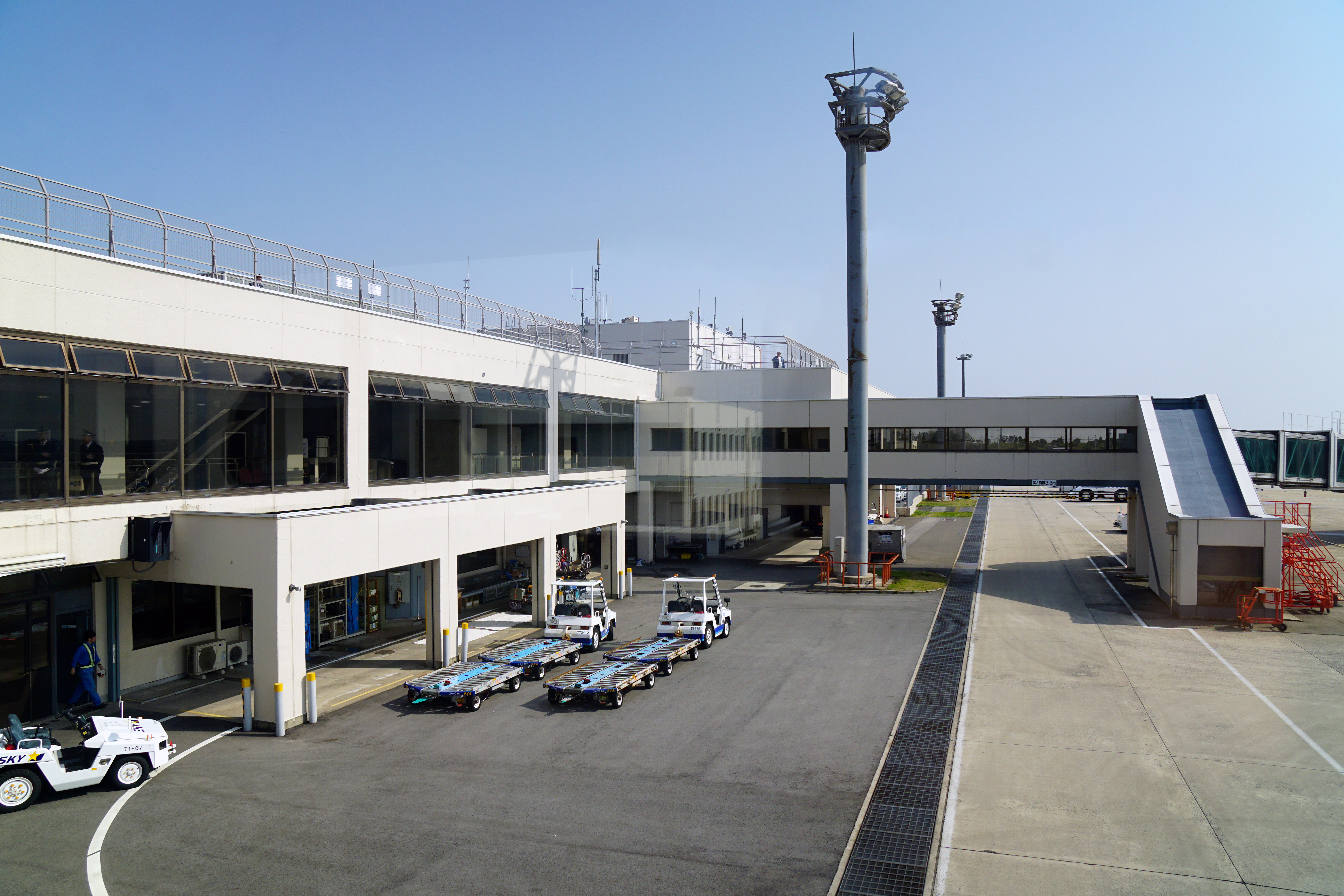
空港ターミナル、エプロン

空港ターミナルビルは米子空港ビル株式会社が運営している。
- 1階
  - 案内所
  - 航空会社カウンター
  - 到着ロビー
  - 手荷物受取所
  - ATM
  - コンビニエンスストア（セブン-イレブン）
  - バス・タクシーターミナル
  - レンタカーカウンター
- 2階
  - 出発ロビー
  - 手荷物預かり所
  - 入国審査場
  - 出国審査場
  - レストラン・カフェ
  - 売店
  - 免税店
  - 空港ビル事務室
- 3階
  - 見学・送迎デッキ（無料）

## 税関・出入国管理・検疫体制
CIQ：税関・出入国管理・検疫（Customs Immigration and Quarantine）について。
- 税関（Customs、財務省） - 神戸税関境税関支署
- 出入国管理（Immigration、法務省） - 広島出入国在留管理局境港出張所
- 検疫（Quarantine、厚生労働省） - 広島検疫所境出張所
- 動物検疫（Animal Quarantine、農林水産省） - 動物検疫所神戸支所岡山空港出張所
- 植物検疫（Plant Quarantine、農林水産省） - 神戸植物防疫所広島支所境港出張所

※出入国管理のみ常設。他は出張。

## 就航路線
航空会社が2社以上の場合、最前の航空会社の機材・乗務員で運航する共同運航便（コードシェア便）

### 国内線
| 航空会社         | 就航地    |
| ---------------- | --------- |
| 全日本空輸 (ANA) | 東京/羽田 |

かつての定期就航路線
- 札幌/新千歳[26]・ 茨城（神戸経由便）・東京/成田[26]・名古屋/中部・名古屋/小牧・大阪/伊丹・大阪/関西・大阪/神戸[26]・隠岐・福岡・那覇[26]
  - 日本エアシステム・日本エアコミューターが乗り入れていたが、現在JALグループの便は出雲空港（出雲縁結び空港）から就航している。
  - 2013年12月から2015年8月までスカイマークが就航していた。
    - 就航時の運航路線は成田便・神戸便・茨城便（神戸経由）[15]。
    - 2014年8月時点での運航路線は、羽田便・成田便・神戸便・札幌便・沖縄（那覇）便[27]。
    - 最終運航時は神戸便・沖縄（那覇）便[17]。

### 国際線
| 航空会社                  | 就航地                              |
| ------------------------- | ----------------------------------- |
| グレーター・ベイ航空 (HB) | 香港(2025年8月31日をもって運休予定) |
| エアソウル (RS)           | ソウル/仁川                         |
| タイガーエア台湾 (IT)     | 台北/桃園                           |

#### 過去に就航していた航空会社
| 航空会社      | 就航地           |
| ------------- | ---------------- |
| 香港航空 (HX) | 香港（季節運航） |

## 防衛省

### 航空自衛隊美保基地
美保基地の基地司令は第3輸送航空隊司令が兼務。

#### 航空支援集団隷下部隊
- 第3輸送航空隊
  - 第403飛行隊 - C-2
  - 第405飛行隊 - KC-46A
- （航空保安管制群）美保管制隊
- （航空気象群）美保気象隊

#### 防衛大臣直轄部隊
- （航空警務隊）美保地方警務隊

### 陸上自衛隊美保分屯地
美保分屯地（みほぶんとんち）は、鳥取県境港市に所在し、中部方面ヘリコプター隊第3飛行隊等が駐屯する陸上自衛隊米子駐屯地の分屯地である。分屯地管理業務は米子駐屯地業務隊から一部が分派され担任する。第3飛行隊長が分屯地司令を兼任する。

#### 沿革
- 2018年（平成30年）3月27日[29][30]：米子駐屯地の分屯地として開庁。

#### 中部方面隊隷下部隊
- 中部方面航空隊
  - 中部方面ヘリコプター隊
    - 第3飛行隊（隊長が分屯地司令を兼任）

  - 中部方面管制気象隊
    - 第4派遣隊
- 中部方面システム通信群
  - 第104基地システム通信大隊
    - 第312基地通信中隊
      - 美保派遣隊
- 米子駐屯地業務隊
  - 美保派遣隊

## 国土交通省
- 大阪航空局
  - 美保空港事務所
- 海上保安庁
  - 第八管区海上保安本部美保航空基地（施設位置）
    - Bombardier DHC8-Q315-MSA（固定翼機） みほわし1号(機体番号:JA726A)・2号(機体番号:JA728A)
    - AgustaWestland AW139（回転翼機） みほづる1号(機体番号:JA961A)・2号(機体番号:JA973A)

## 事故
2025年5月15日、高所作業車の点検中に車体と梯子の間に身体を挟まれ男性隊員1名が死亡する事故が発生した。10日後に航空祭が予定されていたが、5月14日に愛知でT-4 中等練習機の墜落事故が発生したばかりであることも考慮し、同年の航空祭は中止することが5月20日に発表された。

## 美保基地航空祭
航空自衛隊美保基地の航空祭。近年は5月中旬〜6月初旬の日曜日に開催されている。一番の見所は美保基地に配備されているC-2輸送機やKC-46空中給油機の展示飛行で、その他にも陸上自衛隊美保分屯地所属のCH-47輸送ヘリコプターや海上保安庁美保航空基地所属のAW139ヘリコプターの展示飛行も行われる。なかでも航空祭等のイベントにおいてC-2の物料投下を見ることができるのは美保基地のみである。ブルーインパルスが美保基地に展開し曲技飛行を実施する年がある他、戦闘機による展示飛行も築城や新田原などの基地からリモート形式で実施される。また陸海空自衛隊及び海上保安庁の固定翼機と回転翼機が中心の地上展示も行われる。

## 交通
運行本数・所要時間・料金等の詳細は、該当項目や公式サイトにて最新情報を確認されたい。

### 鉄道
- 西日本旅客鉄道（JR西日本）境線
  - 米子空港駅（約350m、徒歩約5分）
2008年6月15日に、滑走路再延長事業に関連し、同線が付け替えられ、大篠津駅がターミナルの近くに移転し米子空港駅に改称された。

### バス
- 日ノ丸自動車
  - ANAクラウンプラザホテル米子・米子駅発着便
- 松江一畑交通・日ノ丸ハイヤー
  - 松江駅発着便
- はまるーぷバス
- （臨時バス）えびすライナー
  - 美保神社・美保関灯台直通便